# Nazionale maschile di pallacanestro della Russia
La nazionale maschile di pallacanestro della Russia (Мужская сборная России по баскетболу) è la squadra che rappresenta la Russia nelle competizioni internazionali maschili di pallacanestro, ed è gestita dalla Federazione cestistica della Russia.

## Storia

### Nazionale Unione Sovietica (1946-1991)
Nel periodo compreso fra il 1946 e il 1991, gli atleti russi hanno gareggiato sotto la bandiera dell'Unione Sovietica.

### Squadra Unificata (1992)
Nel 1992 è stata inclusa nella CSI, sotto le cui insegne ha partecipato alla Olimpiade di Barcellona.

### Nazionale russa (dal 1993)
Rappresentando uno Stato con un territorio diviso fra i continenti di Europa ed Asia, ma che per usi e tradizioni è più europeo che asiatico, la nazionale russa ha sempre appartenuto, sin dalla sua affiliazione, alla sezione di FIBA Europe.
La selezione russa, considerata assieme a quella della Lituania erede della vecchia nazionale sovietica, ha risentito in positivo, negli anni '90, dello scioglimento della vecchia "Armata Rossa", conquistando due argenti mondiali e un argento europeo.
Con l'abbandono delle vecchie generazioni, ha conosciuto un vero e proprio crollo tecnico che ha contribuito a tenerla lontana per qualche anno dalle massime competizioni internazionali, mentre, dall'altro lato, le canotte verdi della Lituania hanno conosciuto una vera e propria esplosione, dimostrando, se mai ce ne fosse stato bisogno, l'importanza della cosiddetta "anima lituana" nei successi della vecchia URSS.
Si è ripresa alle soglie del terzo millennio, tornando a qualificarsi per le Olimpiadi, e vincendo il Campionato Europeo 2007, che a tutt'oggi rappresenta l'unica vera affermazione in campo internazionale. Nel Eurobasket 2009 la Nazionale russa termina settima, a causa dell'assenza dei suoi due giocatori migliori: Andrej Kirilenko e J.R. Holden, mentre si rifà nell'edizione seguente, dove vince la medaglia di bronzo.
Nell'edizione del 2013 a causa della mancanza di campioni come Andrej Kirilenko, Viktor Chrjapa, Timofej Mozgov e Andrej Voroncevič chiude al 21º posto, il peggior risultato di sempre.
A seguito dell'invasione russa dell'Ucraina del 2022, la FIBA ha bandito atleti e arbitri russi da tutte le competizioni sotto la propria egida.

## Piazzamenti
Per tutte le manifestazioni:
- nel periodo 1946-1991, ha fatto parte dell' Unione Sovietica
- nel 1992 ha fatto parte della  Comunità degli Stati Indipendenti

### Olimpiadi
- 2000 - 8°
- 2008 - 9°
- 2012 -  3°

### Campionati del mondo
- 1994 -  2°
- 1998 -  2°
- 2002 - 10°
- 2010 - 7°
- 2019 - 12°

### Campionati europei
- 1993 -  2°
- 1995 - 7°
- 1997 -  3°
- 1999 - 6°
- 2001 - 5°

- 2003 - 8°
- 2005 - 8°
- 2007 -  1°
- 2009 - 7°
- 2011 -  3°

- 2013 - 21°
- 2015 - 17°
- 2017 - 4°

### Manifestazioni minori
- Torneo Supercup: 2

2007, 2016

## Formazioni

### Olimpiadi
Pallacanestro ai Giochi della XXVII Olimpiade - Torneo maschile4 Čikalkin, 5 Kubrakov, 6 Bašminov, 7 Kisurin, 8 Morgunov, 9 Bazarevič, 10 E. Pašutin, 11 Z. Pašutin, 12 Fetisov, 13 Kirilenko, 14 Panov, 15 Avleev,        All. Stanislav Erëmin
Pallacanestro ai Giochi della XXIX Olimpiade - Torneo maschile4 Voroncevič, 5 Holden, 6 Bykov, 7 Kirilenko, 8 Morgunov, 9 Samojlenko, 10 Chrjapa, 11 Z. Pašutin, 12 Monja, 13 Fridzon, 14 Savrasenko, 15 Kejru,        All. David Blatt
Pallacanestro ai Giochi della XXX Olimpiade - Torneo maschile4 Šved, 5 Mozgov, 6 Karasëv, 7 Fridzon, 8 Kaun, 9 Voronov, 10 Chrjapa, 11 Antonov, 12 Monja, 13 Chvostov, 14 Ponkrašov, 15 Kirilenko,        All. David Blatt

### Mondiali
Campionato mondiale maschile di pallacanestro 19944 E. Pašutin, 5 Domani, 6 Gračev, 7 Kisurin, 8 Nosov, 9 Bazarevič, 10 Babkov, 11 Michajlov, 12 Karasëv, 13 Fetisov, 14 Panov, 15 Ivanov,        All. Sergej Belov
Campionato mondiale maschile di pallacanestro 19984 Karasëv, 5 Kudelin, 6 Pašutin, 7 Kisurin, 8 Domani, 9 Tichonenko, 10 Babkov, 11 Michajlov, 12 Morgunov, 13 Kurašov, 14 Panov, 15 Nosov,        All. Sergej Belov
Campionato mondiale maschile di pallacanestro 20024 Karasëv, 5 Bašminov, 6 Panov, 7 Kudelin, 8 Čikalkin, 9 Morgunov, 10 E. Pašutin, 11 Z. Pašutin, 12 Chrjapa, 13 Kirilenko, 14 Avleev, 15 Savrasenko,        All. Stanislav Erëmin
Campionato mondiale maschile di pallacanestro 20104 Voroncevič, 5 Kolesnikov, 6 Bykov, 7 Fridzon, 8 Kaun, 9 Žukanenko, 10 Chrjapa, 11 Ponkrašov, 12 Monja, 13 Chvostov, 14 Voronov, 15 Mozgov,        All. David Blatt
Campionato mondiale maschile di pallacanestro 20192 Sopin, 3 Karasëv, 4 Baburin, 6 Motovilov, 7 Fridzon, 8 Ivlev, 11 Antonov, 12 Zubkov, 20 Voroncevič, 30 Kulagin, 31 Valiev, 41 Kurbanov,        All. Sergej Bazarevič

### Europei
Campionato europeo maschile di pallacanestro 19934 Gorin, 5 Šakulin, 6 Sucharev, 7 Astanin, 8 Nosov, 9 Bazarevič, 10 Babkov, 11 Michajlov, 12 Karasëv, 13 Fetisov, 14 Panov, 15 Kondratov,        All. Jurij Selichov
Campionato europeo maschile di pallacanestro 19954 Karasëv, 5 Kudelin, 6 Domani, 7 Kisurin, 8 E. Pašutin, 9 Bazarevič, 10 Babkov, 11 Michajlov, 12 Fetisov, 13 Ivanov, 14 Panov, 15 Nosov,        All. Sergej Belov
Campionato europeo maschile di pallacanestro 19974 Karasëv, 5 Kudelin, 6 Kurašov, 7 Kisurin, 8 E. Pašutin, 9 Šakulin, 10 Babkov, 11 Michajlov, 12 Z. Pašutin, 13 Fetisov, 14 Panov, 15 Nosov,        All. Sergej Belov
Campionato europeo maschile di pallacanestro 19994 Karasëv, 5 Kudelin, 6 Petrenko, 7 Kisurin, 8 E. Pašutin, 9 Tichonenko, 10 Babkov, 11 Kurašov, 12 Z. Pašutin, 13 Avleev, 14 Panov, 15 Nosov,        All. Sergej Belov
Campionato europeo maschile di pallacanestro 20014 Judin, 5 Bašminov, 6 Panov, 7 Kudelin, 8 Čikalkin, 9 Morgunov, 10 E. Pašutin, 11 Z. Pašutin, 12 Miloserdov, 13 Kirilenko, 14 Savrasenko, 15 Samojlenko,        All. Stanislav Erëmin
Campionato europeo maschile di pallacanestro 20034 Karasëv, 5 Eršov, 6 Licholitov, 7 Solov'ëv, 8 Kubrakov, 9 Samojlenko, 10 Chrjapa, 11 Pašutin, 12 Monja, 13 Kirilenko, 14 Domani, 15 Savrasenko,        All. Sergej Elevič
Campionato europeo maschile di pallacanestro 20054 Ponkrašov, 5 Holden, 6 Licholitov, 7 Fridzon, 8 Morgunov, 9 Samojlenko, 10 Chrjapa, 11 Z. Pašutin, 12 Monja, 13 Kirilenko, 14 Ivanov, 15 Savrasenko,        All. Sergej Babkov
Campionato europeo maschile di pallacanestro 20074 Šabalkin, 5 Holden, 6 Bykov, 7 Kirilenko, 8 Morgunov, 9 Samojlenko, 10 Chrjapa, 11 Z. Pašutin, 12 Monja, 13 Ponkrašov, 14 Savrasenko, 15 Padius,        All. David Blatt
Campionato europeo maschile di pallacanestro 20094 Voroncevič, 5 Kurbanov, 6 Bykov, 7 Fridzon, 8 McCarty, 9 Sokolov, 10 Dmitriev, 11 Vjal'cev, 12 Monja, 13 Ponkrašov, 14 Zozulin, 15 Mozgov,        All. David Blatt
Campionato europeo maschile di pallacanestro 20114 Voroncevič, 5 Mozgov, 6 Bykov, 7 Fridzon, 8 Šved, 9 Šabalkin, 10 Chrjapa, 11 Antonov, 12 Monja, 13 Chvostov, 14 Ponkrašov, 15 Kirilenko,        All. David Blatt
Campionato europeo maschile di pallacanestro 20134 S. Karasëv, 5 Sokolov, 6 Valiev, 7 Fridzon, 8 Voronov, 9 Kulagin, 10 Šved, 11 Antonov, 12 Monja, 13 Chvostov, 14 Savrasenko, 15 Ponkrašov,        All. Vasilij Karasëv
Campionato europeo maschile di pallacanestro 20151 Zubkov, 4 Baburin, 5 Pateev, 7 Fridzon, 9 Vjal'cev, 11 Antonov, 12 Monja, 13 Chvostov, 14 Ponkrašov, 20 Voroncevič, 32 Desjatnikov, 41 Kurbanov,        All. Evgenij Pašutin
Campionato europeo maschile di pallacanestro 20171 Šved, 4 Baburin, 7 Fridzon, 8 Ivlev, 11 Antonov, 12 Zubkov, 13 Chvostov, 15 Mozgov, 20 Voroncevič, 22 D. Kulagin, 30 M. Kulagin, 41 Kurbanov,        All. Sergej Bazarevič

## Nazionali giovanili
- Selezioni giovanili della nazionale di pallacanestro della Russia